# Milionia arfaki
Milionia arfaki là một loài bướm đêm trong họ Geometridae.